# Ricardo Duggan
Ricardo Duggan (23 de octubre de 1907 – 24 de diciembre de 2015) fue un actor, compositor y galán cinematográfico argentino de la década de 1940.

## Carrera
Duggan fue un actor que, en roles de reparto y algunos protagónicos, sobresalió notablemente  en 11 films entre 1947 y 1954, junto con figuras de renombre como Mario Soffici, Sabina Olmos, Patricia Castell, Pola Alonso, Elisa Christian Galvé, Héctor Calcaño, Homero Cárpena, Susana Campos, Amalia Sánchez Ariño Manuel Collado, Alberto Closas y Norma Giménez, entre muchos otros. Sus papeles más destacados fue el de un chantajista en el film La dama del collar y el de un boxeador en Diez segundos.
Como compositor de tango escribió el tema Cantando se van las penas, el cual fue interpretado por Juan Canaro.

## Filmografía
- 1947: Estrellita
- 1947: Los hijos del otro
- 1947: Nunca te diré adiós
- 1947: Vacaciones
- 1947: La dama del collar
- 1948: Tierra del Fuego
- 1948: La novia de la marina
- 1949: Fascinación
- 1949: Diez segundos
- 1950: Romance en tres noches
- 1954: Soy del tiempo de Gardel[3]

## Radio
En radio se lució en un radioteatro con Perla Mux y Francisco Linares transmitido por Radio El Mundo. En Radio Belgrano hizo Alas inmortales. 
También hizo junto con la primera actriz Rosa Rosen la radionovela original de Carlos Alberto Orlando La virgen moderna, emitida por Radio El Mundo.

## Televisión
Hizo el episodio El tiranuelo, en el teleteatro Cuentos para mayores, junto con Iris.
En 1955 hizo algunos teleteatros para el ciclo Teatro universal, como Himeneo con Myriam de Urquijo, Iván Grondona, y Diana Ingro; y  Primavera en otoño junto con Nedda Francy y Lita Soriano.

## Teatro
En teatro trabajó en 1951 en la obra cómica de tres actos, Crispín, de Insausti y Malfatti, estrenada en el Teatro Politeama Argentino. Aquí formó parte de la "Compañía Argentina de Comedias Pepe Arias", luciéndose como primer figura masculina, junto  con  Beatriz Taibo, Hilda Rey, Carmen Campoy, Ramón Garay y Hugo Pimentel.
También se destacó en  Lo llamaban el Morocho de 1954.